# Tor Hedberg

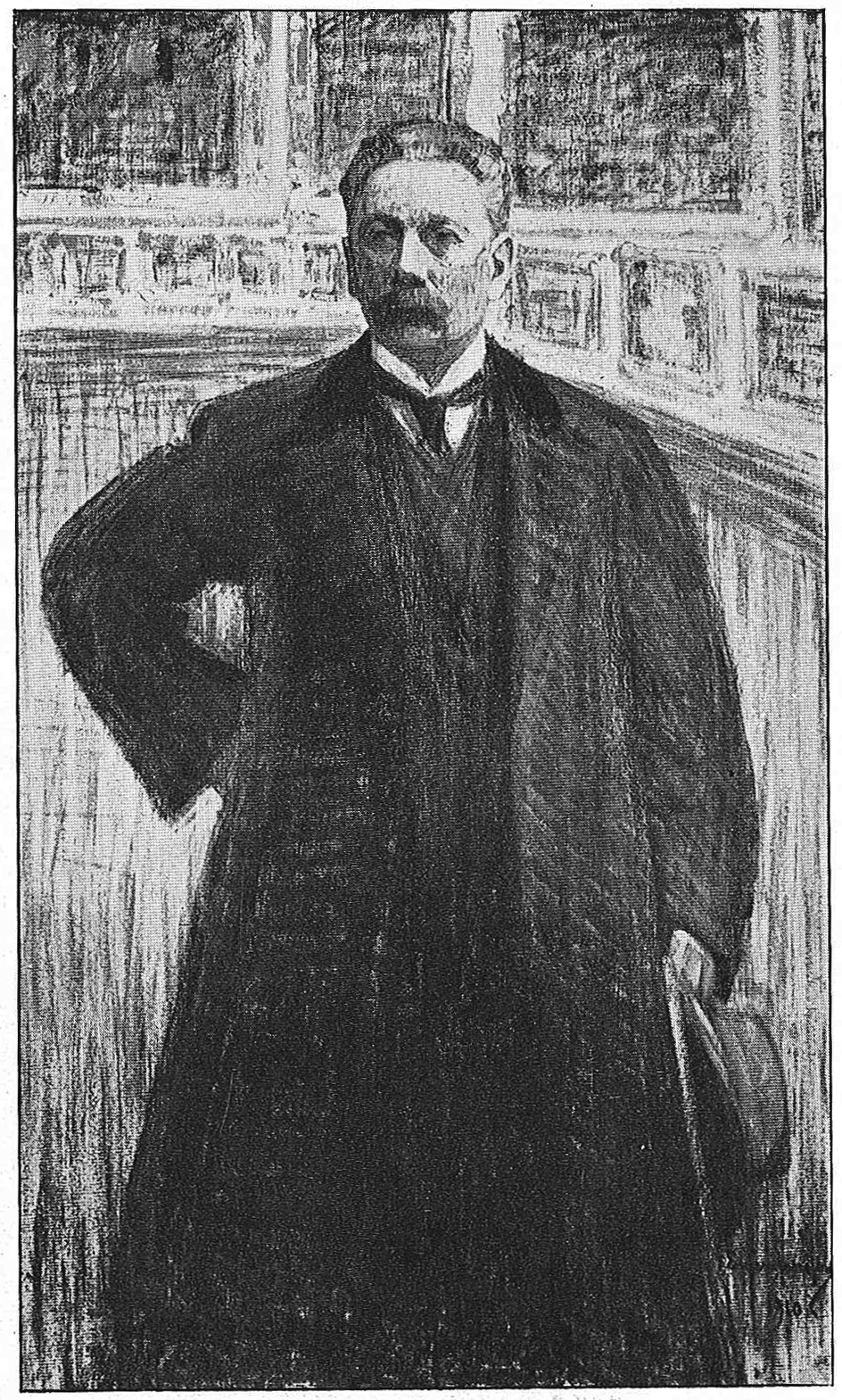
Tor Hedberg som dramatenchef porträtterad av Eugène Jansson.

Tor Harald Hedberg, född den 23 mars 1862 i Katarina församling i Stockholm, död den 13 juli 1931 i Oscars församling i Stockholm, var en svensk författare och dramatiker. Han var även verksam som konst- och litteraturkritiker. 

## Biografi
Tor Hedberg var son till författaren Frans Hedberg och hans hustru Amanda, född Broman, samt bror till Walborg,  Karl, Bengt, och Nils Hedberg. 
Hedberg var verksam som konst- och litteraturkritiker i Svenska Dagbladet 1897–1907 och konstkritiker i Dagens Nyheter 1921–1931. Åren 1910–1922 var han chef för Kungliga Dramatiska Teatern samt intendent för Thielska galleriet från 1924. Åren 1922–1931 satt han på stol nummer 4 i Svenska Akademien.  
Hedberg utgör förebild till Torsten Hedman i Den allvarsamma leken av Hjalmar Söderberg. I romanen Judas (1886) skildrar Hedberg Jesu gärning och död ur förrädarens perspektiv och ställer grundläggande frågor om svekets och skuldens natur.
Han var gift med skådespelaren Stina Holm från 1911 till sin död.

### Skönlitteratur
- Högre uppgifter : berättelse. Stockholm: Bonnier. 1884. Libris 1533010. https://runeberg.org/hthogre/
- Johannes Karr : en uppkomlings historia. Stockholm: Bonnier. 1885. Libris 1597540. https://runeberg.org/htkarr/
- Judas : en passionshistoria. Stockholm: Bonnier. 1886. Libris 1623193
- Skizzer och berättelser. Stockholm: Ad. Johnson. 1887. Libris 1623196. https://litteraturbanken.se/f%C3%B6rfattare/HedbergT/titlar/SkizzerOchBer%C3%A4ttelser/sida/1/etext?om-boken
- På Torpa gård : en berättelse. Stockholm: Alb. Bonnier. 1888. Libris 21082927. https://litteraturbanken.se/f%C3%B6rfattare/HedbergT/titlar/P%C3%A5TorpaG%C3%A5rd/sida/6/faksimil?om-boken
- Noveller och skizzer. Stockholm: Bonnier. 1889. Libris 12078
- Ett eldprof : berättelse. Stockholm: Bonnier. 1890. Libris 1623190. https://litteraturbanken.se/f%C3%B6rfattare/HedbergT/titlar/EttEldprof/sida/10/faksimil/?om-boken
- Nya berättelser och skizzer. Stockholm: Alb. Bonnier. 1892. Libris 1623194. https://litteraturbanken.se/f%C3%B6rfattare/HedbergT/titlar/NyaBer%C3%A4ttelserOchSkizzer/sida/8/faksimil/?om-boken
- En tvekamp : skådespel i fem akter. Stockholm: Bonnier. 1892. Libris 501276. http://www.dramawebben.se/pjas/en-tvekamp
- Nattrocken : ett lustspel. Stockholm: Bonnier. 1893. Libris mw042f9sk75d4bfc. http://hdl.handle.net/2077/58018
- Farbror Agathon, med flere noveller. Stockholm: Bonnier. 1894. Libris 1623191. https://runeberg.org/htagathon/
- Judas: ett drama i 5 akter. Svenska teatern, 99-1250025-3 ; 252. Stockholm: Bonnier. 1895. Libris 1626870. https://runeberg.org/htjudasdra/
- Dikter. Stockholm: Bonnier. 1896. Libris 498877. https://runeberg.org/htdikter/
- Gerhard Grim : en dramatisk dikt. Stockholm: Gernandt. 1897. Libris 501241
- Giorgione : Antonios frestelse : två dramer. Stockholm: Bonnier. 1901. Libris 498872
- Guld och gröna skogar : lustspel i 3 akter. Stockholm: Bonnier. 1903. Libris 1218879
- Sånger och sagor. Stockholm: Bonnier. 1903. Libris 1726956. https://runeberg.org/htsangsag/
- Amor och Hymen : komedi i fyra akter. Stockholm: Bonnier. 1904. Libris 498870
- Ett hems drama : tre akter. Svenska teatern, 99-1250025-3 ; 302. Stockholm: Bonnier. 1905. Libris 1719517
- Johan Ulfstjerna : skådespel i fem akter. Stockholm: Bonnier. 1907. Libris 498876. https://runeberg.org/htjohan/
- Mikael : ett drama i fyra akter. Svenska teatern, 99-1250025-3 ; 314. Stockholm: Bonnier. 1908. Libris 1618202. https://runeberg.org/htmikael/
- Prolog vid invigningen af Kungl. Dramatiska teatern : tisdagen den 18 febr. 1908. Stockholm. 1908. Libris 2694070
- Karlavagnen : lustspel. Svenska teatern, 99-1250025-3 ; 322. Stockholm: Bonnier. 1910. Libris 1618209
- Kärlekens krokvägar : lustspel i tre akter. Svenska teatern, 99-1250025-3 ; 323. Stockholm: Bonnier. 1910. Libris 1618210
- Vandraren och andra dikter. Stockholm: Bonnier. 1910. Libris 1614065 med Vandraren
- Borga gård : skådespel i fyra akter. Svenska teatern, 99-1250025-3 ; 357. Stockholm: Bonnier. 1915. Libris 1640489
- Perseus och vidundret : ett drama. Svenska teatern, 99-1250025-3 ; 370. Stockholm: Bonnier. 1917. Libris 1659671
- Prolog vid festföreställningen å Kungl. Dramatiska teatern i Stockholm den 6 maj 1918 till förmån för franska Röda korset. Stockholm: Centraltr. 1918. Libris 1653148
- Teseus, konungen : ett drama. Svenska teatern, 99-1250025-3 ; 393. Stockholm: Bonnier. 1921. Libris 1483050
- Hemmets sånger : dikter. Stockholm: Bonnier. 1922. Libris 12362
- Nationalmonumentet : ett lustspel. Stockholm: Bonnier. 1923. Libris 1483051
- Vad kvinnan vill : lustspel i fyra akter. Svenska teatern, 99-1250025-3 ; 397Skrifter ; 13. Stockholm: Bonnier. 1924. Libris 1483053
- Rembrandts son : ett drama. Stockholm: Bonnier. 1927. Libris 1331437
- Till K.S.S.S. på dess hundraårsjubileum. 1830. K.S.S.S. 1930.. Stockholm. 1930. Libris 2694072
- Talias barn : lustspel. Stockholm: Bonnier. 1931. Libris 12082
- På andras vägnar ; En vårmorgon : två komedier. Amatörteatern ; 36. Stockholm: Fritzes bokförl. 1940. Libris 1360551

### Varia
- Glädje: en fantasi. Stockholm: Bonnier. 1889. Libris 21579454. https://litteraturbanken.se/f%C3%B6rfattare/HedbergT/titlar/Gl%C3%A4dje/sida/2/faksimil/?om-boken
  -  Faksimiltryck. Stockholm: Thielska galleriet. 1982[1889]. Libris 7791031. ISBN 91-970310-6-2
- De viktigaste strömningarna i den nutida svenska literaturen. Stockholm. 1891. Libris 2694074. http://hdl.handle.net/2077/34171
- En vinter i södern : reseminnen. Stockholm: Alb. Bonnier. 1893. Libris 1623189. https://runeberg.org/htvinteri/
- Modern konst : reproduktioner af samtida konstnärers verk. Stockholm: Generalstaben. 1897. Libris 2158514 - Redaktör: Tor Hedberg.
- Anders Zorn : en studie. Stockholm: Ljus. 1901. Libris 1726952
- Bruno Liljefors : en studie. Stockholm: Ljus. 1902. Libris 1726953
- Karl Nordström : En studie. Stockholm. 1903. Libris 2694067
- Richard Bergh : en studie. Stockholm: Ljus. 1903. Libris 1726955
- Reseminnen och konststudier. Stockholm: Bonnier. 1905. Libris 1726954
- Anders Zorn : en studie. Studentföreningen Verdandis småskrifter, 99-0470915-7 ; 137. Stockholm: Bonnier. 1906. Libris 1779952
- Bruno Liljefors : en studie. Studentföreningen Verdandis småskrifter, 99-0470915-7 ; 136. Stockholm: Bonnier. 1906. Libris 1779961
- Ett decennium : uppsatser och kritiker i litteratur, konst, teater m.m. 1-3. Stockholm: Bonnier. 1912-1913. Libris 523671. https://runeberg.org/htdecenn/
- Minne av Ivar Afzelius : inträdestal i Svenska akademien den 20 dec. 1922. [Ur: Svenska akad:s handl.ifrån år 1886. Del 34.]. Stockholm. 1923. Libris 2997526
- Tre svenska målargenier : Eugen Janson, Herman Norrman, Sager-Nelson. Studentföreningen Verdandis småskrifter, 99-0470915-7 ; 264. Stockholm: Bonnier. 1923. Libris 1482206
- Anders Zorn. Sveriges allmänna konstförenings publikation, 99-0481499-6. Stockholm. 1923-1924. Libris 8199487 - 2 delar.
- Djurgården förr och nu. Stockholm. 1925. Libris 419673 - Medförfattare: Gunnar Bolin och Nils Östman.
- Anders Zorn : 20 målningar från J. B. Faures samling. Stockholm: Sv.-franska konstgalleriet. 1926. Libris 1331435
- Minnesgestalter. Stockholm: Bonnier. 1927. Libris 463699
- Oscar Björck : med ett hundratal reproduktioner i färgtryck och svarttryck. Stockholm: Bonnier. 1930. Libris 1331436
- Konst och litteratur : uppsatser och kritiker i Dagens Nyheter åren 1921-1931. Fritzes rariteter ; 1. Stockholm: Fritzes. 1939. Libris 469621 - Samlade och utgivna av Stina Hedberg.

### Samlade upplagor och urval
- Skrifter. Stockholm: Bonnier. 1893-1931. Libris 9411674 - 14 volymer.
- Valda dikter. Stockholm: Bonnier. 1912. Libris 77812
- Judas ; och versdramat Gerhard Grim / under redaktion av Martin Kylhammar och med inledning av Ulf Linde. Svenska klassiker / utgivna av Svenska akademien. Stockholm: Svenska akad. i samverkan med Atlantis. 2002. Libris 8692729. ISBN 91-7486-653-2. https://litteraturbanken.se/f%C3%B6rfattare/HedbergT/titlar/Judas/sida/1/faksimil?om-boken

### Översättningar
- Pierre Loti: Islandsfiskare (Pêcheur d'Islande) (Hæggström, 1887)
- Molière: Tartuffe: komedi i fem akter (Le Tartuffe) (Bonnier, 1918)
- Conrad Ferdinand Meyer: Dikter i svensk tolkning

## Teater

### Regi
| År   | Produktion                                            | Upphovsmän            | Teater   |
| ---- | ----------------------------------------------------- | --------------------- | -------- |
| 1919 | Toto La Griffe                                        | Henry Bernstein       | Dramaten |
| 1919 | Hamlet                                                | William Shakespeare   | Dramaten |
| 1919 | Fanvakt Fanevagt                                      | Otto Rung             | Dramaten |
| 1920 | Tåget öfver Bält                                      | Arnold Munthe         | Dramaten |
| 1920 | Elektra                                               | Hugo von Hofmannsthal | Dramaten |
| 1920 | Borgmästaren i Stilemonde Le Bourgmestre de Stilmonde | Maurice Maeterlinck   | Dramaten |
| 1921 | Resan till Le Hâvre Mademoiselle ma mère              | Louis Verneuil        | Dramaten |
| 1922 | Tartuffe Tartuffe, ou l'Imposteur                     | Molière               | Dramaten |
| 1922 | Det gamla spelet om Envar Jedermann                   | Hugo von Hofmannsthal | Dramaten |
| 1923 | Kära släkten Den kære Familie                         | Gustav Esmann         | Dramaten |

## Priser och utmärkelser
- De Nios stora pris 1922
- Hedersdoktor vid Stockholms högskola 1927